# Deltochilum valgum
Deltochilum valgum là một loài bọ cánh cứng trong họ Bọ hung (Scarabaeidae).